# Technicien de l'intervention sociale et familiale
En France, un technicien de l’intervention sociale et familiale (TISF) est un travailleur social.

## Rôle
Les TISF effectuent des interventions préventives dans le domaine social ou éducatif, mais aussi des actions réparatrices visant à favoriser l’autonomie des personnes et leur intégration dans leur environnement pour créer ou restaurer le lien social. Ils accompagnent et soutiennent les familles, les personnes en difficulté de vie ou en difficulté sociale, les personnes âgées, malades ou handicapées. À cette fin, ils élaborent avec la personne aidée un projet d’intervention en précisant les moyens pour atteindre l’objectif fixé. Ils mettent ensuite en œuvre et évaluent le déroulement de l'intervention.
Les TISF sont ainsi notamment chargés de :
- l’élaboration, la mise en œuvre et l’évaluation du projet individualisé ;
- l’accompagnement vers l’autonomie de la personne dans les actes de la vie quotidienne ;
- l’aide à l’insertion dans l’environnement et à l’exercice de la citoyenneté ;
- la participation à la dynamique familiale.

La formation de TISF aboutit à un diplôme d’État de niveau IV. Ce diplôme est accessible par la validation des acquis de l'expérience (VAE).
Les établissements et services qui peuvent embaucher des TISF sont notamment ceux visés par l’article L312-1 du code de l'action sociale et des familles.

## Connaissances requises
Le technicien de l'intervention sociale et familiales doit posséder un certain nombre de compétences dans les domaines suivants :
- Conduite du projet d'aide à la personne : évaluer la situation et les besoins de la personne, élaborer un projet individualisé et le mettre en œuvre, évaluer le projet individualisé, participer à la conception et à la mise en œuvre d'actions collectives;
- Communication professionnelle et travail en réseau : élaborer, gérer et transmettre l'information, s'inscrire dans un travail d'équipe, établir une relation professionnelle, assurer une médiation, développer des actions en partenariat et en réseau;
- Réalisation des actes de la vie quotidienne: réaliser en suppléance les actes ordinaires de la vie quotidienne, contribuer au respect de l'hygiène, favoriser la sécurité des personnes aidées;
- Transmissions des savoirs et des techniques nécessaires à l'autonomie des personnes:mettre en œuvre un programme progressif d'apprentissage, favoriser l'appropriation des actes du quotidien et du cadre de vie, conseiller sur la gestion du budget quotidien;
- Contribution à la dynamique familiale : aider et soutenir la fonction familiale, accompagner la cellule familiale dans des situations de modification importante de la vie, favoriser les situations de bientraitance et agir dans les situations de maltraitance;
- Accompagnement social vers l'insertion : informer et orienter vers des services adaptés, accompagner les personnes dans leurs démarches ;